# Zfv – Zeitschrift für Geodäsie, Geoinformation und Landmanagement
Die zfv – Zeitschrift für Geodäsie, Geoinformation und Landmanagement (früher: Zeitschrift für Vermessungswesen) ist eine technisch-wissenschaftliche Fachzeitschrift, die seit 1872 vom Verein DVW – Gesellschaft für Geodäsie, Geoinformation und Landmanagement (ehemals Deutscher Verein für Vermessungswesen) herausgegeben wird.

## Erscheinungsweise – Zielrichtung
Die zfv erscheint alle zwei Monate und unterrichtet ihre Leser über neue Entwicklungen in den Bereichen Ausgleichungsrechnung und Wertermittlung, Berechnungsverfahren, Bodenordnung, Erdmessung, Geoinformationssysteme, Grundbuch, Grundlagen- und Nachbarwissenschaften, Ingenieurgeodäsie und Sondergebiete des Vermessungswesens, Kartographie, Landentwicklung, Landesvermessung, Liegenschaftskataster, Management, Navigation, Organisation und Recht, Photogrammetrie und Fernerkundung, Stadtplanung und Regionalplanung, Statistik, sowie Verfahren der Positionsbestimmung.
Die zfv informiert außerdem über nationale und internationale Tagungen und Fachveranstaltungen sowie Fachmessen und veröffentlicht Informationen aus Lehr- und Forschungsstätten sowie aus Verwaltung und Wirtschaft. Buchbesprechungen über aktuelle Neuerscheinungen aus dem gesamten Fachgebiet runden das Spektrum ab.
Mit der zfv erscheinen die dvw-nachrichten, die schwerpunktmäßig aus der Arbeit des Vereins berichten. Sie umfassen hierzu die Bereiche Mitteilungen des DVW Bund, Mitteilungen aus den Ländern und der Arbeitskreise. Daneben werden die Leser mit aktuellen Informationen aus den Verwaltungen, aus der Wissenschaft und von anderen nationalen und internationalen Fachverbänden und Vereinen versorgt. In der Fortbildungsbörse finden sich eine Vielzahl von Angeboten zur Fort- und Weiterbildung. Über die jährliche Großveranstaltung Intergeo, Kongress und Fachmesse für Geodäsie, Geoinformation und Landmanagement, wird ebenso regelmäßig berichtet wie über Aktivitäten der Studentenorganisation KonGeoS.